# Poésie homoérotique hispano-hébraïque

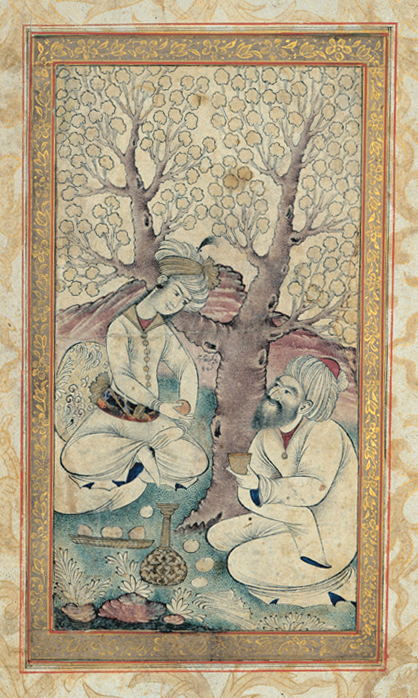
Cheikh et éphèbe dans un jardin, de Mohammad Ali, 1530; Musée Prie Abbasi, Maroc

La poésie homoérotique hispano-hébraïque est un genre littéraire faisant partie de la littérature hispano-hébraïque (es), développée par les poètes de la communauté juive dans la péninsule Ibérique à partir du Xe siècle et particulièrement à l'Âge d'or de la culture juive en Espagne. La culture séfarade se développe particulièrement durant la période arabo-musulmane d'Al-Andalus, et subit donc l'influence de la culture arabe. Vers la fin du XIIe siècle, Dounash ben Labrat révolutionne la poésie hébraïque en al-Ándalus, en adoptant en même temps la métrique arabe et la strophe monorime. Pour ce qui est des thèmes, les poètes hébreux affectionnent particulièrement les poèmes dionysiaques, les descriptions de jardins et la poésie affectueuse arabe.
Malgré les exigences de leur religion, les séfarades prennent part aux fêtes et plusieurs, bien que mariés, ont des relations avec de jeunes gens de leur sexe. Les érudits écrivent des poèmes d'amour homoérotique. Ces auteurs sont parfois des rabbins et des gens d'influence dans leur communauté comme Salomon ibn Gabirol, Samuel ibn Nagrela, Moïse ibn Ezra et Juda Halevi.
Cette production peut être décrite comme une « poésie du désir » ou une « poésie de la passion »; les poèmes ne reflètent pas nécessairement des expériences réelles mais vraisemblablement des sentiments non concrétisés.

## Contexte

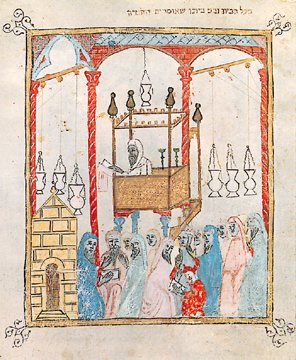
Chanteur lisant le Pessa'h, Haggadah.

Après la destruction de Jérusalem en l'an 71, des membres des tribus de Juda et de Benjamín se sont établis dans la péninsule Ibérique. «Sefarad» (ספרד en hébreu) est dans la Bible la résidence de la diaspora juive. « Sefarad » est désigné comme un lieu en Asie mineure, également appelée « Aspamia ». Les juifs, confondant ce toponyme avec l'Hispanie, ancien nom du territoire espagnol, vont en Al-Andalus, et prennent alors le nom de séfarades. Dans le royaume wisigoth établi en 418, les juifs sont persécutés et pourchassés. Après la Conquête musulmane de la péninsule ibérique en 711, les juifs sont mieux tolérés et s'intègrent davantage dans la vie politique et culturelle du monde arabe et des royaumes chrétiens. À la fin du XIe siècle et au XIIe siècle, l'arrivée des Almoravides puis des Almohades entraîne une période d'intolérance qui provoque la dispersion et la conversion de la communauté séfarade d'al-Ándalus.
La tolérance des Omeyyades fait d'Al-Andalus un refuge pour les juifs de toute l'Europe. Leur statut de dhimmis leur permet de préserver leurs usages et leur religion,. Le cadre juridique permet aux juifs de participer à la vie économique de la société arabe et de s'établir partout, alors que la ségrégation géographique des Juiveries prévaut dans les royaumes chrétiens ailleurs en Europe. Les séfarades adoptent principalement la culture arabe, de même que l'arabe comme langue parlée et en grande partie pour la production écrite. Les poètes arabes considèrent l'arabe, langue du Coran, comme la plus belle, et le vers arabe comme la forme la plus aboutie de la poésie; les poètes juifs composent leurs vers en hébreu classique, langue de la Bible et des Saintes écritures. La poésie hispano-hébraïque se développe dans les cours de littérature des différents taifas, conjointement avec la poésie arabe. La production poétique hispano-hébraïque diminue au XIIe siècle sous les Almorávides et Almohades.
La société séfarade se caractérise en ce temps par son sentiment de noblesse et sa tradition de service aux Goys, son crypto-judaïsme et ses grandes réussites culturelles en philosophie et poésie. Dans un environnement de relative sécurité, les juifs adoptent largement la culture arabe, délaissant l'araméen pour l'arabe non seulement comme langue parlée mais aussi pour la majeure partie de leur production écrite. Ils lisent la littérature islamique, même le Coran, et les intellectuels étudient la philosophie avec leurs collègues musulmans sur un pied d'égalité. La médecine, largement ouverte aux juifs, leur permet l'accès à la haute société arabe: plusieurs séfarades occupent des charges dans les cours arabes, comme médecins, fonctionnaires, et parfois conseillers proches des califes et sultans. Au XIe siècle, Samuel ibn Nagrela est ainsi vizir de la taïfa de Grenade. L'élite juive tient des séances des lectures de poètes hébreux. Les poèmes portent sur l'amour, le vin et la nature et, dans le cas de ibn Nagrella, sur la guerre. À la fin du XIe siècle, l'avancée des royaumes chrétiens pendant la Reconquista amène l'arrivée des Almoravides et l'invasion des Almohades, à la doctrine plus stricte. La société est dès lors régie par l'observance religieuse et les séfarades sont massacrés, se convertissent à l'islam ou s'exilent.

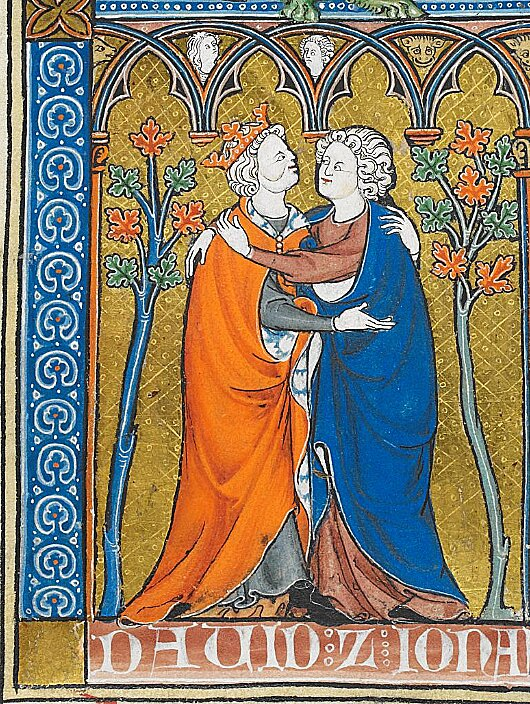
David et Jonathan, tiré du manuscrit français Lui Somme lui Roy, 1290; British Museum.

La religion juive condamne généralement les pratiques homosexuelles. La communauté juive est préoccupée par les relations sexuelles des hommes juifs ou goys avec des femmes et des adolescents. Les pratiques sexuelles réelles peuvent différer, d'une part, de l'enseignement religieux officiel et, d'autre part, de l'image donnée par les œuvres littéraires.
Semuel ibn Nagrella, vizir et commandant en chef de l'armée de la taïfa de Grenade, écrit de longs poèmes d'amour en hébreu sur des femmes et des garçons, musulmans comme juifs. La plupart des poètes de l'époque classique d'Al-Andalus écrivent de la poésie homoérotique, notamment des mouachahs et des khardjas. À partir du IXe siècle, la plupart des mouachahs sont consacrées à l'éphèbe, un des motifs littéraires de la poésie arabe médiévale. L'hébreu, en comparaison avec l'arabe, dispose de peu termes explicites pour le sexe et l'acte sexuel. Les poèmes expriment néanmoins essentiellement le désir; quelques-uns se rapprochent même de descriptions réalistes d'activité sexuelle. Même après la période d'al-Ándalus, les poèmes écrits de main de juif, ou de converti au cours du XVe siècle, comportent des insultes à caractère sexuel dirigées contre un rival, la plupart étant associées au comportement homosexuel.
L'hispaniste et cervantiste américain Daniel Eisenberg indique que l'amour homosexuel est courant dans la péninsule Ibérique au Moyen Âge, bien qu'on évite à l'époque d'aborder le sujet, qui est, de ce fait, peu documenté. La pédérastie est normale au sein de la classe aristocratique juive en al-Ándalus. En Espagne, il existe alors une culture courtisane et aristocratique caractérisée par un individualisme romantique qui comprend une intense exploration de toutes les formes de la sexualité libre: hétérosexualité, bisexualité, homosexualité. L'homosexualité est importante dans la culture séfarade.
Eisenberg mentionne la taïfa de Grenade, où les juifs ont beaucoup de pouvoir, en référence à ibn Nagrella. Dans ce royaume, la pédérastie est plus fréquente que dans les autres royaumes d'al-Andalus. Elle est considérée comme autorisée par la Bible, en partie en raison de l'homosexualité du grand roi-poète David, et son amour par Jonathan, fils du roi Saül; il signale à cet égard qu'il est sans ambiguïté pour ceux-là qui étudient la Bible hébraïque que la prostitution homosexuelle sacrée, dans le temple, est florissante durant les règnes de David et de son fils Salomon. L'amour des juifs pour Dieu est exprimé en certaines occasions, comme dans la poésie de Jean de la Croix, comme l'amour vers un homme divin d'un autre homme dans le rôle féminin.
Les juifs d'al-Andalus vivent généralement en harmonie avec leurs voisins musulmans, pour ceux qui apprécient une culture partagée; de façon naturelle ils prennent part aux fêtes toute la nuit, en buvant du vin avec des hommes musulmans, en s'amusant avec des chanteurs, des danseurs et de jeunes échansons. Beaucoup aiment autant les garçons que les femmes, et ont, bien que le plus souvent mariés, des relations sexuelles avec de jeunes hommes, ce qui n'est pas condamné ni méprisé à l'époque. Non seulement les plaisirs homosexuels sont fréquents entre musulmans et juifs dans tout al-Andalus, mais encore ils sont estimés plus raffinés que les rapports hétérosexuels parmi la classe aisée et les gens cultivés. Il semble qu'au début du XIIe siècle, les prostitués sévillans touchent plus et desservent une clientèle de classe plus élevée que leurs collègues féminines, dont la clientèle vient de la plèbe urbaine et du nombre des paysans allant à la ville faire des achats.

## Poésie hispano-hébraïque en Al-Andalus

### Langue littéraire
Comme dans le reste du monde arabe de l'époque, l'arabe est la langue d'écriture chez les juifs pour toutes les disciplines hormis les belles-lettres; pratiquement toutes les œuvres juives touchant la philosophie, la théologie, les mathématiques et autres sont écrites en arabe, normalement avec des caractères hébreux. Ce type d'écriture est appelé judéo-arabe, bien qu'il ne se distingue que légèrement de celui des juifs contemporains. L'utilisation de l'hébreu comme langue poétique peut être une expression d'affirmation de soi, voire une aspiration nationaliste des hispano-hébreux de cette période. Les poètes arabes considèrent leur langue, la langue du Coran, comme la plus belle, et le vers arabe comme la forme la plus grande de poésie; les poètes juifs pensent pareillement de leurs écritures sacrées et composent des poèmes en hébreu classique, la langue de la Bible. Les poètes hébreux d'al-Andalus emploient un niveau de langue élevé, facilité par les avancées dans l'étude de la grammaire hébraïque et l'interprétation biblique, imitant la diction et le style de l'hébreu biblique, et supprimant des éléments introduits dans la langue par la canonisation de la Bible.

### Poésie hébraïque liturgique
La Bible hébraïque (Tanakh) contient plusieurs sections poétiques, qui comprennent des chansons comme la « Chanson de la mer » (Exode:15) et la « Chanson de Débora » (Juges:5) et des livres poétiques comme les Psaumes et le Livre de Job. Le Talmud comprend aussi des nombreuses sections poétiques. Entre les Ve et VIIe siècles, la poésie liturgique de la synagogue (piyyut, ;פיוט) est florissante en Palestine byzantine. L'assimilation de la poétique du piyyut, complexe et opaque, implique la reconnaissance de vocabulaire inusité, mots étrangers, formes grammaticales complexes et un grand nombre d'allusions aux sources religieuses juives.

### Califat de Cordoue et taïfas

Royaumes de Taifas vers 1080. La division du califat de Cordoue en taîfas favorise l'essor de la littérature en al-Ándalus.

À Bagdad au Xe siècle, Saadia Gaon initie un courant poétique dans un style plus transparent reposant sur le vocabulaire et la diction bibliques; sans doute au début pour composer les poèmes hébreux liturgiques à partir de la Bible, puis avec l'introduction de concepts philosophiques et théologiques médiévaux dans la poésie hébraïque. La poésie de Saadia peut être considérée comme un pont entre l'ancien piyyut et la poésie arabisée séculaire des safarides. Vers la fin du Xe siècle, un étudiant nord-africain de Saadia, Dounash ben Labrat (920-990), s'établit dans le Califat de Cordoue et révolutionne la poésie hébraïque en al-Ándalus, en imposant un système de vocales courtes et longues dans la langue hébraïque qui permet d'imiter la métrique arabe, en même temps qu'il adopte la strophe monorime, structure de la qasida arabe. Pratiquement tous les poètes hispano-hébreux s'emparent des innovations de Dunash; Moïse ibn Ezra soutient que la meilleure poésie hébraïque est celle composée selon le modèle arabe; Juda Halevi, contemporain d'ibn Ezra, se montre ambivalent face aux innovations métriques, en les condamnant parfois comme une reddition culturelle.
Comme pour la poésie andalouse, la division du califat en taïfas et la subséquente création de cours littéraires dans les divers royaumes, permet au Xe siècle l'essor et l'âge d'or de la culture juive en Espagne. Les poètes hispano-hébreux majeurs sont Samuel ibn Nagrela (993-1056), Salomon ibn Gabirol (1021-1055), Moïse ibn Ezra (1055-1138) et Juda Halevi (1074-1141), Yishaq ibn Gayyat (1038-1089) et Abraham ibn Ezra (1092-1167). Comme la poésie arabe, la production poétique hispano-hébraïque diminue plus tard sous la domination de almorávides et almohades.
Les poètes hispano-hébreux s'inspirent plus particulièrement des poètes arabes orientaux, comme al-Mutanabbi et Abū Tammām, et moins aux poètes andalous. L'attitude qu'ils adoptent est la même que au-Mutanabbi, un élitisme face à une société que ne s'intéresse pas à la poésie.
La poésie hébraïque comporte un grand nombre de chansons à la gloire de la beauté des garçons. C'est un phénomène localisé dans les territoires sous gouvernement musulman, en majeure partie en Espagne durant la période allant du XIe siècle à la première moitié du XIIIe siècle. La poésie amoureuse, suivant la tradition arabe, s'inspire généralement du bagdadí Aboû Nouwâs, qui décrit de façon réaliste une scène de séduction autour du vin. Elle recourt à d'autres référents arabes, comme la lamentation nasib pré-islamique ou les obstacles affectueux de la poésie hijazi. Ces anciens motifs se joignent au style plus sofisticado et retórico de poètes #postérieur, comme Abu Tammam et au-Buhturi.

### Strophes et genres
La qasida, une ode longue et monorime, est la forme habituelle pour les genres élevés : l'éloge panégyrique ou madih, en honneur ou louange d'un grand homme; l'élégie, ritza ou martiyya, commémorant la mort d'un grand homme; et la satire, hiya ou hichá, qui ridiculise l'ennemi. Ce dernier genre est beaucoup moins présent que dans la poésie arabe. La mouachah, forme strophique postérieure à la qasida qui se consacre souvent à des questions liées aux plaisirs de la vie, descriptions du vin et de sa consommation, l'amour ou expressions de l'éphémère de dits plaisirs. Par rapport aux moaxajas arabes, les khardjas, qui sont souvent des amuse-gueule de quelque personnage du poème, usent davantage de l'arabe classique que de l'arabe andalou familier. Chez les hébreux, ce changement se réalise entre des langues, de l'hébreu à l'arabe ou bien à la langue romane, dans une situation de bilinguisme (ou dans le cas des juifs, trilinguisme) en el-Ándalus.
En ce qui concerne les thèmes, la poésie hispano-hébraïque, antérieurement centrée sur la liturgie, emprunte à la tradition arabe. Vers le Xe siècle la culture arabe dispose d'une tradition poétique riche et variée, qui comprend, depuis la poésie du désert préislamique, à la poésie urbaine des périodes abbasside et andalouse. Les poètes hébreux transforment le ton nostalgique de la poésie du désert arabe en poèmes nationaux et personnels sur l'exil; ils imitent largement les poèmes bacciques et la description des jardins de la poésie arabe, qui reflêtent le style de vie d'une classe aristocratique partageant des valeurs avec ses contemporains musulmans. Ils partagent l'intérêt pour les concepts neoplatoniques sur l'âme et les thèmes de la poésie affectueuse arabe, reformulés à travers le langage de la Bible (spécialement le Cantique des Cantiques), tant dans la poésie hebraîque sacrée que dans la séculaire.

## Homoérotisme poétique
La figure de l'éphèbe apparaît chez deux poètes de la fin du Xe siècle et du début du XIe siècle : Ibn Mer Sahul de Lucena et Ibn Khalfun, bien que la majeure partie de leur œuvre poétique soit disparue. Cette figure se retrouve dans les œuvres de Samuel ibn Nagrela et de Salomon ibn Gabirol, de Moses ibn Ezra et de Yehudah Halevi, au zénith de la poésie hispano-hébraïque, et chez d'autres de la même époque comme Ibn Sahal, Inb Gayyat, Ibn Sheshet et Ibn Barzel, ou encore d'Abraham ibn Ezra, qui affiche un ttrait majeur pour la poésie religieuse et séculaire, et de son fils, Isaac ibn Ezra. À partir de l'invasion almohade la figure de l'éphèbe est moins présente. Elle persiste dans quelques épigrammes composées par au-Harizi et dans les poèmes de Todros Abulafia, dernier représentant du courant arabisant au XIIIe siècle. La figure de l'éphèbe disparaît alors de la poésie hispano-hébraïque.
L'hébreu, contrairement à l'arabe, ne comporte pas de mots explícitement sexuels, de sorte que les poètes utilisent des allusions métaphoriques : le jeune aimé est appelé « gazelle » (en hébreu sebi, similaire au son en arabe pour sabi, « garçon ») ou bien « faon » :

« El deseo permanece en el corazón como fuego
Debido a los ojos de un amado desde que lo vi por vez primera.
Como él odia mi alma, yo la odio,
¡Porque es consejo de la maldad amar lo que la gacela odia!

El día en que arde en mis costillas una llama
de dolor, no tengo punto de apoyo
A excepción del vino y una gacela generosa
de corazón, en quien hay alegría para el corazón.
En pie, canta, mi cervatillo - en pie, canta, perfecta
Belleza, por nombre padre de una multitud, [Abraham]
Oro refinado en un crisol -
Para mis oídos deleite en el tumulto. »

— Yosef ben Sadiq (circa 1075-1149)
Schirmann, ha-Shirah ha-ivrit bi-Sefarad uvi-Provans (Jerusalén - Tel-Aviv, 1954), I, 547-58, no 2
Dans un poème passionné de Samuel ibn Nagrela, premier grand poète hébreu d'Al-Andalus, où l'amant regrette la promiscuité de son jeune aimé, on remarque, outre la mention à la gazelle, que le poème comporte deux autres métaphores : les flèches, qui font habituellement référence aux regards du jeune aimé, et l'arc tendu, qui peut se rapporter aux cils, mais qui habituellement fait référence au pénis :

« Hermosa gacela, bendición enviada del cielo
en la tierra, sácame de la trampa. [de la pasión]
Sáciame con la caridad de tu lengua, [saliva]
como una jarra llena de buen vino.

Tú prevaleces sobre los héroes, y no con armas,
y sobre espadas, sin un ejército.
Curas al herido de muerte sin medicina
o curación alguna de la herida.
Dime, ¿hay un fin a tu vagabundeo [de hombre en hombre]
y por cuánto tiempo? ¿Cómo, oh cómo,
Puedes estar entre amigos y fusilarlos
con tus flechas y tu arco tenso?
Te regocijas en sus males, como un enemigo -
¿por qué alguien como tú hace esto? »

— Semuel ibn Nagrella (993-1056)
Divan, ed. Jarden (Jerusalén, 1966), pp.221-22, no 75, traducido al inglés en el artículo «Deal Gently with the Young Man': Love of Boys in Medieval Hebrew Poetry of Spain» (Tratar gentilmente con el joven: amor por los muchachos en la poesía hebrea medieval de España) de Norman Roth, aparecido en Speculum 57.1 (1982), 20-51, con notas adicionales, p.34
Dans un autre poème de ibn Nagrella, le poète est tombé amoureux d'un jeune homme qui ramasse des roses dans le jardin d'un ami qui le rejette.
Le poète dit que si l'ami se rendait compte de la beauté du jeune homme, il abandonnerait sa propre bien-aimée. Le jeune homme demande le miel de l'enseignement religieux, et le poète, audacieux, suggère que le garçon lui donne le miel de sa bouche:

« Cierto que la gacela que recoge rosas en tu jardín he amado -
Por tanto, dirige tu ira contra mí.
Si tu vieras con tus ojos aquel a quien he amado,
¡entonces quien amas te buscaría y no te encontraría!
Él me dijo: «Dame, por favor, la miel de tus palabras» -
Yo le contesté: «Dame la miel de tu lengua.»
Él se enojó y dijo airado: «¿Debemos pecar
al Dios vivo?» Yo le respondí: «En mí, señor, sea tu pecado.» »

— Semuel ibn Nagrella (993-1056)
Divan, ed. Jarden (Jerusalén, 1966), pp.297, no 162, traducido al inglés en el artículo «Deal Gently..» de Norman Roth, con notas adicionales, p.35

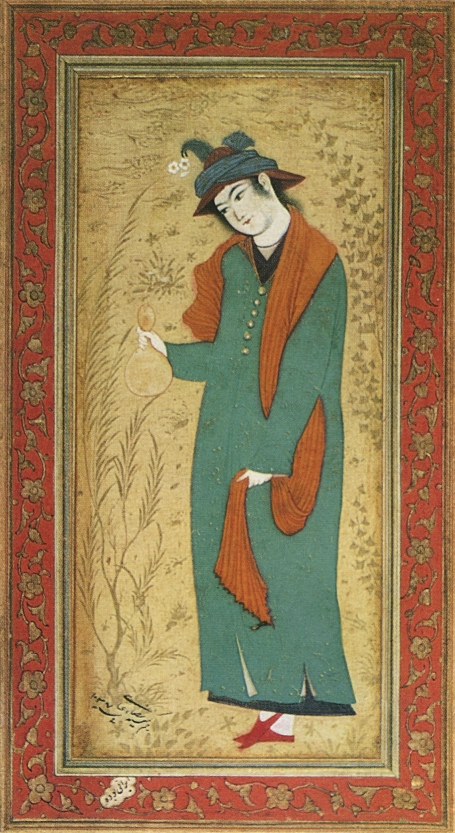
Copero (Miniature) de Prie Abbasi. Siècle XVI ou XVII. Le copero est une figure qu'il réunit les thématiques báquica et homoérotique dans la poésie médiévale de à le-Ándalus, autant dans la tradition arabe comme en la hebrea.

La figure de l'échanson - le copero - jouait fréquemment un rôle plein de coquetterie et d'érotisme, consacré au plaisir des buveurs - bebedores - aristocratiques, en combinant les genres bachique et affectueux. Dans un poème court de ibn Nagrella, l'échanson, en voyant la coupe de vin dans les mains du buveur, lui dit «Vous buvez le sang des raisins d'entre mes lèvres!» La poésie médiévale hébreue (et l'arabe) qui traite d'érotisme peut être décrite comme une «poésie du désir» ou «poésie de la passion»; les poèmes ne reflètent pas nécessairement des expériences réelles, mais vraisemblablement des sentiments de désir non consumé :

« El copero habla lánguidamente,
a pesar de que derriba a hombres poderosos
con sus suaves palabras.
Sus ojos son grandes con magia,
son hermosos,
son hechiceros.... »

— Semuel ibn Nagrella (993-1056)
Parmi l'élite de al-Ándalus se rencontraient des poètes et des hommes de lettres, et beaucoup de poètes qui écrivaient en arabe et en hébreu, autant en sur des thèmes religieux que des traditionnels.
Parmi les poèmes d'amour écrits par les deux cultures, il y a une considérable sélection de poèmes homoérotiques, quelques-uns assurément osés, bien que la plupart soient simplement des poèmes d'amour, souvent occulte ou non réciproque, dont l'unique particularité est que l'objet du désir, souvent dénommé «gacela» ou «cervatillo», est jeune.

« Se sintió atraído y fuimos a casa de su madre.
Allí inclinó su espalda a mi pesado yugo.
Noche y día a solas estuve con él.
Le quité sus ropas y él me quitó las mías.
Yo sorbía de sus labios y él me amamantaba. »

— Moses ibn Ezra (1055-1138)
Dans le poème de Yehudah Halevi «Ce jour tant que lui ai eu», qui consiste simplement en une traduction d'un poème de l'irakien au-Mutanabbi, le poète a ajusté librement la situation en changeant le genre de l'amant de femme à homme, quelque chose qu'aucune convention ou métrique ne rendait nécessaire:

« Ese día mientras le tuve en mis rodillas
él se veía allí en mis ojos y trató
de engañarme. Los besó muy suavemente-
besándose a sí mismo, no a mí... »

— Yehudah Halevi (1074-1141)
Il est fait mention, déjà à l'époque almohade, de la figure de Ibn Sahl, celui qu'on appelait l'israélite de Séville (1212-1251).
Ses poèmes consacrés aux éphèbes, d'une forme presque grecque, cultivaient des thèmes et des formulations indistinctement traditionnels ou classiques, arabes ou gréco-latins. Né juif, Ibn Sahl s'est fait musulman, expérience qu'il a décrite par des poèmes homoérotiques; ainsi, aimant un éphèbe appelée Muse (Moisés), il l'abandonne pour un autre nommé Mohammed (Mahomet).

« Encontré consuelo de Musa en el amor de Mohamed,
fui guiado justamente, y con ayuda de Dios.
No sucedió porque le odiase sino simplemente
porque los mandatos de Musa fueron anulados por Mohamed. »

— Ibrahim ibn Sahl, Diwan, Cairo 1927, p.35

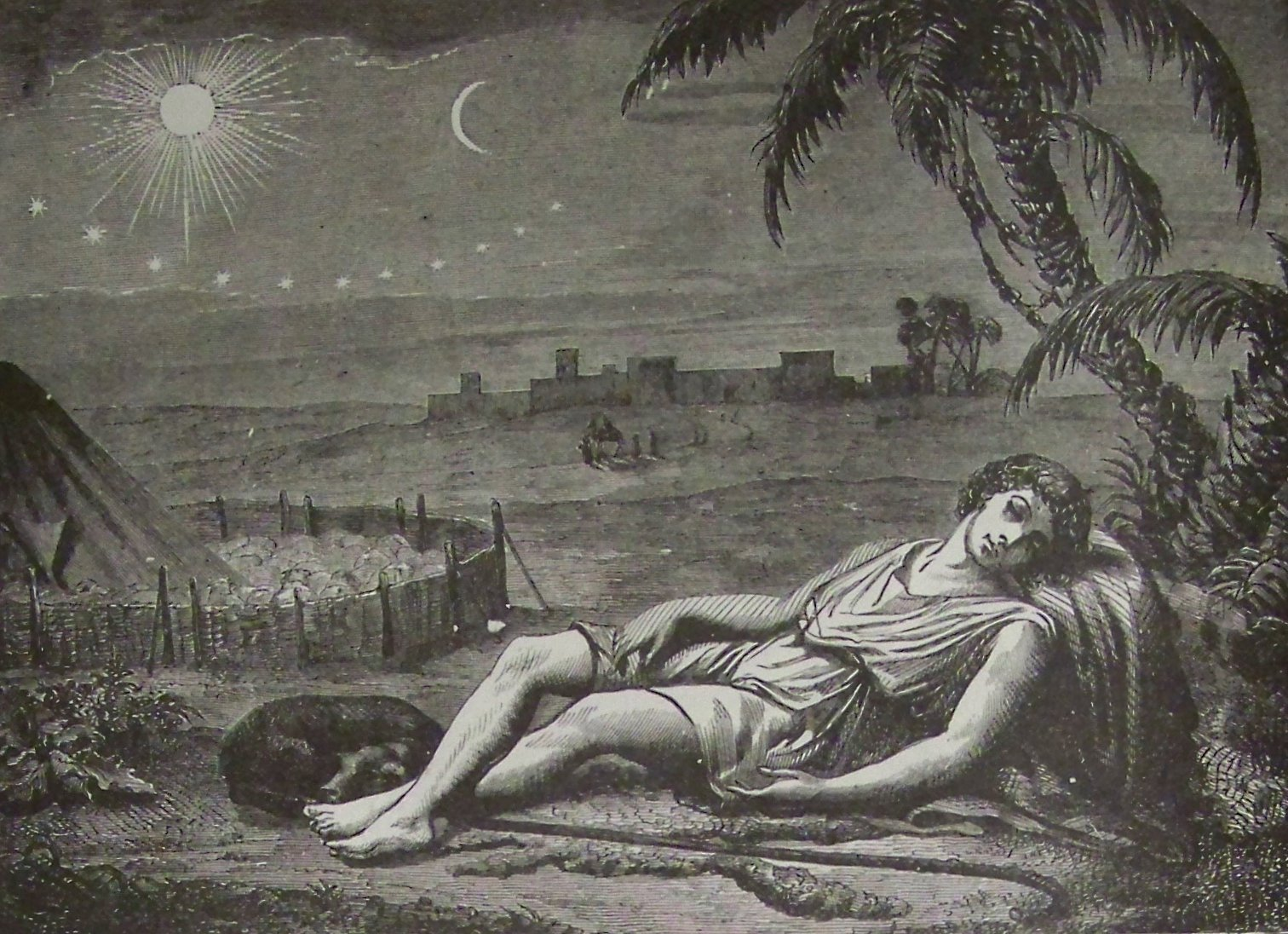
Le rêve de José, illustration de la Bible Holman (1890). Le patriarche José est envisagé un représentant de la beauté masculine aussi pour les musulmans. García Gómez signale dans son introduction au collier de la pigeonne que les musulmans ils appellent «au-iftitān bi-l-suwar» au «trouble ou commotion que souffrent les âmes au contempler la beauté concrétisée en des formes armoniosas», en l'illustrant avec l'histoire des nobles égyptiennes que se coupent les doigts tant que pelan oranges, arrebatadas par la beauté d'Etūsuf (José).

Un des poèmes consacrés à son premier amant est un échantillon de la préciosité et des images au second degré qui sont données à l'époque, où les jambes de l'aimé ressemblent aux pattes des scorpions et ses yeux à des flèches ou des épées:

« ¿Es un sol con la túnica de púrpura
o una luna ascendiendo sobre una rama de sauce?
¿Muestra unos dientes o son perlas enfiladas?
¿Son ojos lo que tiene o dos leones?
¿Una mejilla de manzana o una rosa
que de los escorpiones guardan dos espadas? »

— Teresa Garulo, Ibn Sahl de Sevilla, Madrid, 1983, p. 53.
Aussi Judah ben Solomon au-Harizi (ca.1170 - ca. 1230), plus connu comme au-Harizi, a consacré des poèmes aux éphèbes; dans Les assemblées des savants (Tahkemoní) il présente divers poèmes dans lesquels il s'adresse amoureusement à un sebi (traduisible par daim ou gazelle mâle) avec des vers comme « daim enchanteur, tu m'as ravagé par ta beauté » ou « daim enchanteur, que n'habites-tu dans mon cœur ». Dans l'un de ces vers, consacré à «la passion des jours de la jeunesse, au plaisir de la jeunesse », il compare l'éphèbe avec José, le patriarche biblique, envisagé comme représentant de la beauté masculine :

« Gamo encantador, como José en su belleza.
Sobre su cabeza tiene una corona gloriosa, como un holem.
Mi alma es para la palma de su pie como un hireq.
Es orgulloso y altivo sobre mí como el holem.
Fui furtivamente al jardín de su cara como un ladrón
a recoger las delicias de su boca y devorarlas.
Sobre mí brilló el sol de sus mejillas
y tomó venganza en mí. Pagué con la hacienda de mi espíritu. »

— al-Harizi (ca.1170 - ca. 1230)
Las asambleas de los sabios, macama 50, 33.
Les auteurs de la poésie homoérotique étaient de grands rabbins et érudits de l'époque, leaders de la communauté juive.
Selon Norman Roth, pour les poètes hispano-hébraïques il n'y avait pas d'incompatibilité entre une vie religieuse, dans le respect des commandements et l'amour de Dieu, et le fait de profiter des plaisirs sensuels du vin et de l'amour pour les femmes et les garçons. La figure "sebi" ou efebo aimé, de manière unique dans la poésie religieuse de l'Espagne médiévale, a également été utilisée comme un motif allégorique dans la poésie religieuse hispano-hébraïque. Bien que certains de ces poèmes expriment les images d'amour du point de vue d'une femme bien-aimée, la majeure partie suivait exactement la poésie homoérotique laïque, partageant les termes et expressions de l'amour, le sentiment d'abandon, le mal amour et d'autres motifs, de telle manière que ces poèmes commencent par troubler le lecteur au début, et que peu à peu la nature allégorique et le thème religieux du poème deviennent évidents. Le bien-aimé peut être, selon le cas, Israël, Dieu ou le Messie. Ce sont des poèmes qui, dans de nombreux cas, sont caractérisés par l'audace d'utiliser, dans un contexte religieux, des images et des mots généralement associés à la poésie érotique, comme « boire la salive de la bouche du bien-aimé ».

## Critique académique
(juillet 2020).
Le contenu est difficilement compréhensible vu les erreurs de traduction, qui sont peut-être dues à l'utilisation d'un logiciel de traduction automatique.
La poésie homoérotique en au-Ándalus, déjà soit arabe ou hebrea, avait l'habitude d'être plus conventionnelle et élaborée en relation à la beaucoup plus explicite et réaliste d'auteurs comme Abu Nuwas.
Les traducteurs et experts se font face à, dans l'interprétation du genre de l'objet de désir, avec l'usage des mêmes estereotipos descriptivos en les filles et les jeunes aimés par les poètes, à ce que s'ajoute le fait de que les auteurs, juifs piadosos, s'excusassent en des occasions par la obscenidad de ses œuvres, en l'excusant comme des exercices ou des allégories.
Dans la critique du siècle XX, spécialement en Israël, s'a mis en doute si l'amour par les efebos s'a donné effectivement dans les environnements cortesanos juifs de à le-Ándalus. Auteurs comme Nehemiah Allony dans son article «The "Zevi", Hebrew Poetry in Spain» (Le Zevi, poésie hebrea en Espagne), publié dans la revue Sefarad (1963), ont dit que les poèmes d'amour vers des jeunes étaient produits d'un exercice littéraire sans aucune relation avec la situation réelle dans les cours juives.
Hayyim Schirmann, La majeure autorité du siècle XX dans la poésie hispanohebrea, envisageait en «The Ephebe in Médiévale Hebrew Poetry» (Le efebo dans la poésie hebrea médiévale) que ce type de sexualité était un phénomène qui s'a donné entre les juifs dans les pays musulmans, mais que ne peut pas s'assurer que les poètes reflétassent dans son œuvre homoérotique expériences personnelles, spécialement étant donné que dans l'Âge Moyen, affirme, la poésie était «plus que jamais un art de la stylisation.» Cependant, il mentionnait à suite que, même en pouvant s'agir d'une simple imitation estilística en compétition avec les poètes arabes de son temps, ne tous les clichés de la poésie arabe avaient été abordés, et que devait y avoir quelque relation entre la vie et des expériences des juifs et les thèmes de sa poésie; les juifs ne chassaient pas, et ils n'ont pas écrit des poèmes cinegéticos à imitation des arabes; les arabes mentionnaient des animaux qu'ils n'étaient pas familiers pour les juifs, comme camellos et lions, thèmes et motifs que non plus se trouvent dans sa poésie; aussi les poèmes de guerre étaient communs entre les arabes, et avec l'exception de ibn Nagrella ne s'ont pas donné entre les poètes hebreos. Il concluait que le homoerotismo n'a pas pu être complètement absent de la vie des hebreos, ou ses poétesses n'auraient pas adopté le thème dans sa littérature.
Selon Peter Cole, dans sa gagnante anthologie The dream of the poem (Le rêve du poème) de 2007, bien que poèmes comme «Ce jour tant que lui ai eu» de Yehudah Halevi ne confirment pas nécessairement l'expérience homosexuelle d'un poète, ils fournissent évidence de que les poètes hispanohebreos n'usaient pas simplement la convention arabe du poème homoérotique avec objet de déguiser l'affection par le sexe opposé. Il influait aussi en cela Schirmann au signaler que les poètes hebreos distinguaient clairement entre les figures féminines et masculines, en citant à Moses ibn Ezra, dans son livre Anaq: «Part deuxième sur des réunions sociales et... La beauté de filles  -et garçons- esclaves»; il aussi cite à Todros Abulafia: «Comment j'ai d'habiter sans un sebi ou une sebiyya?», En différenciant entre le mâle et la femelle de la gacela.
Le rabino orthodoxe Steven Greenberg dispute en Wrestling with God and men: homosexuality in the Jewish tradition (en Luttant avec Dieu et les hommes : homosexualité dans la tradition juive) de 2005 la position académique que par beaucoup d'ans soutenait qu'il s'agissait d'un exercice de style. Greenberg, Envisagé le premier rabino orthodoxe en sortir de l'armoire conclut, en analysant les arguments de Schirmann, que les poèmes homoérotiques hispanohebreos doivent être contemplés comme une expression de sentiments véritables plus que comme un simple jeu compétitif avec les poètes arabes.
Il soutient en plus qu'alors que les poèmes homoérotiques ne s'ont pas donné pratiquement entre les poètes hebreos d'aucun autre temps ou lieu dans l'histoire, les poèmes d'auteurs comme Moses inb Ezra, Yehudah Halevi sont une attestation de l'existence de l'amour homosexuel dans la particulière culture du ál-Ándalus hebreo. Dans ce même sens se prononce Norman Roth, dans l'introduction à la section consacrée à la poésie hebrea de Gay and lesbian poetry: an anthology from Sappho to Michaelangelo (Poésie gay et lésbica : une anthologie depuis Sapho à Miguel Ángel), dans celle qui offre comme référence divers articles à eux sur ce thème.